# Satellite Award/Film/Bester Nebendarsteller
Mit dem Satellite Award Bester Nebendarsteller werden die Schauspieler geehrt, die als Nebendarsteller herausragende Leistungen in einem Film gezeigt haben. Vor 2006 gab es diese Auszeichnung für einen Nebendarsteller in einem Drama und eine weitere für einen Nebendarsteller in einem Film der Kategorie Komödie/Musical.
| Statistik (bis einschließlich Satellite Awards 2022) |                                                                             |
| Am häufigsten honorierter Nebendarsteller            | Christian Bale und Willem Dafoe (je zwei Auszeichnungen, gleiche Kategorie) |
| Am häufigsten nominierter Nebendarsteller            | Philip Seymour Hoffman (vier Nominierungen, ohne Sieg)                      |

Es werden immer jeweils die Nebendarsteller des Vorjahres ausgezeichnet.

## Nominierungen und Gewinner

### Bester Nebendarsteller – Drama (1996–2005)
| Jahr | Preisträger         | für den Film                      | Nominierungen |
| 1996 | Armin Mueller-Stahl | Shine – Der Weg ins Licht         | Steve Buscemi für Fargo Robert Carlyle für Trainspotting – Neue Helden Jeremy Irons für Gefühl und Verführung John Lynch für Moll Flanders Paul Scofield für Hexenjagd                                                          |
| 1997 | Burt Reynolds       | Boogie Nights                     | Billy Connolly für Ihre Majestät Mrs. Brown Danny DeVito für Der Regenmacher Samuel L. Jackson für Eve's Bayou Robin Williams für Good Will Hunting                                                                             |
| 1998 | Donald Sutherland   | Grenzenlos                        | Robert Duvall für Zivilprozess Jason Patric für Männer, Frauen und die Wahrheit über Sex Tom Sizemore für Der Soldat James Ryan Billy Bob Thornton für Ein einfacher Plan                                                       |
| 1999 | Harry J. Lennix     | Titus                             | Michael Caine für Gottes Werk und Teufels Beitrag Tom Cruise für Magnolia Doug Hutchison für The Green Mile Jude Law für Der talentierte Mr. Ripley Christopher Plummer für Insider                                             |
| 2000 | Bruce Greenwood     | Thirteen Days                     | Jeff Bridges für Rufmord – Jenseits der Moral Robert De Niro für Men of Honor Benicio del Toro für Traffic – Macht des Kartells Albert Finney für Erin Brockovich Joaquin Phoenix für Gladiator                                 |
| 2001 | Ben Kingsley        | Sexy Beast                        | Jim Broadbent für Iris Billy Crudup für Die Liebe der Charlotte Gray Ed Harris für A Beautiful Mind – Genie und Wahnsinn Ian McKellen für Der Herr der Ringe: Die Gefährten Goran Višnjić für The Deep End – Trügerische Stille |
| 2002 | Dennis Haysbert     | Dem Himmel so fern                | Jeremy Davies für Solaris Alfred Molina für Frida Viggo Mortensen für Der Herr der Ringe: Die zwei Türme Paul Newman für Road to Perdition Dennis Quaid für Dem Himmel so fern                                                  |
| 2003 | Djimon Hounsou      | In America                        | Alec Baldwin für The Cooler – Alles auf Liebe Jeff Bridges für Seabiscuit – Mit dem Willen zum Erfolg Benicio del Toro für 21 Gramm Omar Sharif für Monsieur Ibrahim und die Blumen des Koran Ken Watanabe für Last Samurai     |
| 2004 | Christopher Walken  | Spurensuche – Umwege zur Wahrheit | David Carradine für Kill Bill – Volume 2 Jamie Foxx für Collateral Alfred Molina für Spider-Man 2 Clive Owen für Hautnah Peter Sarsgaard für Kinsey – Die Wahrheit über Sex                                                     |
| 2005 | Danny Huston        | Der ewige Gärtner                 | Chris Cooper für Capote Jake Gyllenhaal für Brokeback Mountain Edward Norton für Königreich der Himmel Mickey Rourke für Sin City Peter Sarsgaard für Jarhead – Willkommen im Dreck                                             |

### Bester Nebendarsteller – Komödie/Musical (1996–2005)
| Jahr | Preisträger         | für den Film                                       | Nominierungen |
| 1996 | Cuba Gooding junior | Jerry Maguire – Spiel des Lebens                   | Woody Allen für Alle sagen: I love you Danny DeVito für Matilda Gene Hackman für The Birdcage – Ein Paradies für schrille Vögel Ian McKellen für Cold Comfort Farm                                                                              |
| 1997 | Rupert Everett      | Die Hochzeit meines besten Freundes                | Mark Addy für Ganz oder gar nicht Cuba Gooding junior für Besser geht’s nicht Greg Kinnear für Besser geht’s nicht Rip Torn für Men in Black |
| 1998 | Bill Murray         | Rushmore                                           | Jeff Daniels für Pleasantville – Zu schön, um wahr zu sein John Goodman für The Big Lebowski Bill Nighy für Still Crazy Geoffrey Rush für Shakespeare in Love                                                                                   |
| 1999 | William H. Macy     | Happy, Texas                                       | Dan Hedaya für Ich liebe Dick Rhys Ifans für Notting Hill Bill Murray für Das schwankende Schiff Ving Rhames für Bringing Out the Dead – Nächte der Erinnerung Alan Rickman für Dogma                                                           |
| 2000 | Willem Dafoe        | Shadow of the Vampire                              | Morgan Freeman für Nurse Betty Philip Seymour Hoffman für Almost Famous – Fast berühmt Tim Blake Nelson für O Brother, Where Art Thou? – Eine Mississippi-Odyssee Brad Pitt für Snatch – Schweine und Diamanten Owen Wilson für Shang-High Noon |
| 2001 | Jim Broadbent       | Moulin Rouge                                       | Steve Buscemi für Ghost World Hugh Grant für Bridget Jones – Schokolade zum Frühstück Carl Reiner für Ocean’s Eleven Ben Stiller für Die Royal Tenenbaums Owen Wilson für Die Royal Tenenbaums                                                  |
| 2002 | Michael Constantine | My Big Fat Greek Wedding – Hochzeit auf griechisch | Chris Cooper für Adaption – Der Orchideen-Dieb Jake Gyllenhaal für The Good Girl Philip Seymour Hoffman für Punch-Drunk Love Nicky Katt für Voll Frontal John C. Reilly für The Good Girl                                                       |
| 2003 | Eugene Levy         | A Mighty Wind                                      | Johnny Depp für Irgendwann in Mexico Bill Nighy für Tatsächlich… Liebe Sam Rockwell für Tricks Geoffrey Rush für Fluch der Karibik Thomas Brodie-Sangster für Tatsächlich… Liebe                                                                |
| 2004 | Thomas Haden Church | Sideways                                           | Joseph Fiennes für Der Kaufmann von Venedig Jeremy Irons für Being Julia Peter Sarsgaard für Garden State Mark Wahlberg für I Heart Huckabees Patrick Wilson für Das Phantom der Oper                                                           |
| 2005 | Val Kilmer          | Kiss Kiss, Bang Bang                               | Tom Arnold für Happy Endings Corbin Bernsen für Kiss Kiss, Bang Bang Steve Coogan für Happy Endings Craig T. Nelson für Die Familie Stone – Verloben verboten! Jason Schwartzman für Shopgirl                                                   |

### Bester Nebendarsteller (2006–2019)
| Jahr | Preisträger                 | für den Film                                                                 | Nominierungen |
| 2006 | Leonardo DiCaprio           | Departed – Unter Feinden                                                     | Alan Arkin für Little Miss Sunshine Adam Beach für Flags of Our Fathers Brad Pitt für Babel Donald Sutherland für Aurora Borealis |
| 2007 | Tom Wilkinson Casey Affleck | Michael Clayton Die Ermordung des Jesse James durch den Feigling Robert Ford | Javier Bardem für No Country for Old Men Brian Cox für Zodiac – Die Spur des Killers Jeff Daniels für Die Regeln der Gewalt Ben Foster für Todeszug nach Yuma |
| 2008 | Michael Shannon             | Zeiten des Aufruhrs                                                          | Robert Downey Jr. für Tropic Thunder James Franco für Milk Philip Seymour Hoffman für Glaubensfrage Heath Ledger für The Dark Knight Rade Šerbedžija für Fugitive Pieces |
| 2009 | Christoph Waltz             | Inglourious Basterds                                                         | Woody Harrelson für The Messenger – Die letzte Nachricht James McAvoy für Ein russischer Sommer Alfred Molina für An Education Timothy Spall für The Damned United – Der ewige Gegner |
| 2010 | Christian Bale              | The Fighter                                                                  | Pierce Brosnan für Der Ghostwriter Andrew Garfield für The Social Network Tommy Lee Jones für Company Men Bill Murray für Am Ende des Weges – Eine wahre Lügengeschichte Sean Penn für Fair Game – Nichts ist gefährlicher als die Wahrheit Jeremy Renner für The Town – Stadt ohne Gnade Geoffrey Rush für The King’s Speech                              |
| 2011 | Albert Brooks               | Drive                                                                        | Kenneth Branagh für My Week with Marilyn Colin Farrell für Kill the Boss Jonah Hill für Die Kunst zu gewinnen – Moneyball Viggo Mortensen für Eine dunkle Begierde Nick Nolte für Warrior Christopher Plummer für Beginners Andy Serkis für Planet der Affen: Prevolution Christoph Waltz für Der Gott des Gemetzels Hugo Weaving für Oranges and Sunshine |
| 2012 | Javier Bardem               | James Bond 007: Skyfall                                                      | Robert De Niro für Silver Linings John Goodman für Flight Philip Seymour Hoffman für The Master Tommy Lee Jones für Lincoln Eddie Redmayne für Les Misérables |
| 2013 | Jared Leto                  | Dallas Buyers Club                                                           | Casey Affleck für Auge um Auge Bradley Cooper für American Hustle Michael Fassbender für 12 Years a Slave Harrison Ford für 42 – Die wahre Geschichte einer Sportlegende Ryan Gosling für The Place Beyond the Pines Jake Gyllenhaal für Prisoners Tom Hanks für Saving Mr. Banks                                                                          |
| 2014 | J. K. Simmons               | Whiplash                                                                     | Robert Duvall für Der Richter – Recht oder Ehre Ethan Hawke für Boyhood Edward Norton für Birdman oder (Die unverhoffte Macht der Ahnungslosigkeit) Mark Ruffalo für Foxcatcher Andy Serkis für Planet der Affen: Revolution |
| 2015 | Christian Bale              | The Big Short                                                                | Paul Dano für Love & Mercy Michael Keaton für Spotlight Mark Ruffalo für Spotlight Sylvester Stallone für Creed – Rocky’s Legacy Benicio del Toro für Sicario |
| 2016 | Jeff Bridges                | Hell or High Water                                                           | Mahershala Ali für Moonlight Hugh Grant für Florence Foster Jenkins Lucas Hedges für Manchester by the Sea Eddie Murphy für Mr. Church Dev Patel für Lion – Der lange Weg nach Hause |
| 2017 | Sam Rockwell                | Three Billboards Outside Ebbing, Missouri                                    | Willem Dafoe für The Florida Project Armie Hammer für Call Me by Your Name Dustin Hoffman für The Meyerowitz Stories (New and Selected) Mark Rylance für Dunkirk Michael Shannon für Shape of Water – Das Flüstern des Wassers |
| 2018 | Richard E. Grant            | Can You Ever Forgive Me?                                                     | Mahershala Ali für Green Book – Eine besondere Freundschaft Timothée Chalamet für Beautiful Boy Russell Crowe für Der verlorene Sohn Adam Driver für BlacKkKlansman Sam Elliott für A Star Is Born |
| 2019 | Willem Dafoe                | Der Leuchtturm                                                               | Tom Hanks für Der wunderbare Mr. Rogers Anthony Hopkins für Die zwei Päpste Joe Pesci für The Irishman Wendell Pierce für Burning Cane Brad Pitt für Once Upon a Time in Hollywood |

### Bester Nebendarsteller (ab 2020)
| Jahr | Preisträger      | für den Film                      | Nominierungen |
| 2020 | Chadwick Boseman | Da 5 Bloods                       | Sacha Baron Cohen für The Trial of the Chicago 7 Kingsley Ben-Adir für One Night in Miami Brian Dennehy für Driveways Bill Murray für On the Rocks David Strathairn für Nomadland |
| 2021 | Kodi Smit-McPhee | The Power of the Dog              | Robin de Jesús für Tick, Tick… Boom! Jamie Dornan für Belfast Ciarán Hinds für Belfast Jared Leto für House of Gucci J. K. Simmons für Being the Ricardos                         |
| 2022 | Ke Huy Quan      | Everything Everywhere All at Once | Paul Dano für Die Fabelmans Brendan Gleeson für The Banshees of Inisherin Eddie Redmayne für The Good Nurse Jeremy Strong für Zeiten des Umbruchs Ben Whishaw für Die Aussprache  |
| 2023 | Mark Ruffalo     | Poor Things                       | Robert De Niro für Killers of the Flower Moon Robert Downey Jr. für Oppenheimer Ryan Gosling für Barbie Charles Melton für May December Dominic Sessa für The Holdovers           |
| 2024 | Guy Pearce       | Der Brutalist                     | Juri Alexandrowitsch Borissow für Anora Kieran Culkin für A Real Pain Clarence Maclin für Sing Sing Edward Norton für Like A Complete Unknown Denzel Washington für Gladiator II  |